# Tussauds Group
Tussauds Group er en britisk virksomhed inden for fornøjelses- og turistbranchen. Den er i dag en del af  Merlin Entertainments, der er verdens næststørste forlystelsesvirksomhed efter Disney. Den ligger i Poole, Dorset hvorfra virksomheden driver en lang række mærker og over 50 attraktioner inklusive Madame Tussauds voksmuseum, Legoland-parkerne, Sealife centrene, Gardaland i Italien, The Dungeons, London Eye, Alton Towers, Thorpe Park og Chessington World of Adventures.

## Historie
Mellem 1900 og 1977 var Madame Tussauds det største aktiv for Tussauds group. Dette ændrede sig i 1978 hvor virksomheden blev overtaget af S. Pearson and Son, der nu hedder Pearson plc. Chessington Zoo var allerede ejet af Pearson og blev en af Tussauds attraktioner. Samme år blev Warwick Castle anskaffet. Rock Circus åbnede i London Pavilion i 1989. Flere mindre anskaffelser blev gjort inden 1990, hvor Alton Towers blev købt for £60 millioner.
I 1995 blev PortAventura åbnet i Spanien, hvor Tussauds havde 40 % af aktierne og drev temaparken. Andelen blev solgt i 1998 for at muliggøre opkøbet af Thorpe Park i Sydøstengland, hvor også driften af PortAventura ophørte.
I 1999, efter at have været en del af Pearson i 20 år, købte Charterhouse Development Capital Tussuads Group. I 2000 åbnede London Eye, der var ejet af British Airways men drevet af Tussauds. I 2001 købte gruppen Heide Park i Tyskland og Rock Circus blev lukket.
I 2005 blev gruppen solgt til Dubai International Capital for £800 millioner. I 2006 blev London Eye købt af gruppen.
I marts 2007 blev Tussuads Group solgt til Blackstone Group i en handel til £1 milliard. DIC ejer fortsat 20% af gruppen. Virksomheden blev herefter en del af Merlin Entertainments Group, under hvilket navn gruppen fortsatte. Per 22. maj 2007 ophøørte Tussauds Group med at eksistere, og var helt fusioneret med Merlin Entertainment.